# Maximilian Lorenz von Starhemberg
Maximilian Lorenz von Starhemberg (1640 – Magonza, 17 settembre 1689) è stato un generale austriaco.
Fu un feldmaresciallo imperiale e dal 1679 fu comandante della fortezza di Philippsburg. Nonostante la sua nomina a maresciallo generale, avvenuta nel 1689, era sempre rimasto all'ombra del suo più noto fratello Ernst Rüdiger von Starhemberg (1638 – 1701), non raggiungendo così mai un'effettiva notorietà. Maximilian fu gravemente ferito il 6 settembre 1689 durante l'assalto alla fortezza di Magonza e morì, a causa delle ferite riportate, undici giorni dopo.

## Origini
Il conte Massimiliano Lorenzo von Starhemberg era il secondo figlio del conte Konrad Balthasar von Starhemberg e di Anna Elisabetta von Zinzendorf. Il fratello maggiore era il più noto Ernst Rüdiger von Starhemberg. Successivamente Massimiliano Lorenzo ebbe 4 fratellastri più giovani, figli che il padre aveva avuto dalla sua seconda moglie, la contessa Francesca Caterina Cavriani: Leopold Carl, Franz Ottokar, Gundaker Thomas e Paul Joseph Jakob.

## Giovinezza
Come Massimiliano abbia trascorso gli anni dell'infanzia e quelli della giovinezza non è noto. La prima menzione a lui relativa parte dal 1662, quando viene segnalato come Cameriere dell'arciduca Carlo Giuseppe, vescovo di Passavia e di Olomouc, e fratellastro minore dell'imperatore Leopoldo I. Dopo la morte del quattordicenne arciduca, avvenuta il 27 gennaio 1664, fu per brevissimo tempo cameriere dello stesso imperatore. Quando, nel febbraio dello stesso anno, fu costituito un esercito per fronteggiare la minaccia turca, Massimiliano decise, come il fratello Ernst Rüdiger, di arruolarsi e di intraprendere così la carriera militare.

## La carriera militare
Entrò in servizio nel reggimento dell'Austria Superiore come capitano. Nel medesimo anno sposò Dorothea Polixena von Scherffenberg e prima della partenza per il fronte, fu stipulato un contratto matrimoniale che assicurava finanziariamente la sposa in caso di morte di Massimiliano in guerra. Andò quindi a combattere nella 4ª guerra austro-turca contro le truppe comandate dal Gran Visir Fazıl Ahmed Köprülü, ma la sua partecipazione fu molto breve, poiché poco dopo si giunse alla pace fra i due contendenti.
Dopo la stipula della pace di Eisenburg (20 agosto 1664) Massimiliano, che nel frattempo era diventato tenente colonnello, offrì i suoi servigi al re di Spagna Filippo IV e si recò nei Paesi Bassi spagnoli, verosimilmente con l'appena costituito reggimento Metternich. Da questo momento si perdono le tracce di Massimiliano, ma è probabile che nel periodo 1667/1668 egli sia rimasto coinvolto nella confusione della guerra di devoluzione. È comunque accertato che nel 1667 Massimiliano ricevette dalla cognata Dorotea il possesso di Frain/Vranov nad Dyjí, che poi vendé nello stesso anno a suo padre Konrad.
Si sa tuttavia che egli ricevette, nel corso della guerra di devoluzione, prima il grado di colonnello e poi quello di generale. Successivamente condusse un esercito di fanteria a Napoli.
Dopo la pace di Nimega (10 agosto 1678) Massimiliano ricevette il comando di un altro reggimento di fanteria e divenne comandante della piazzaforte di Philippsburg che allora era considerata una delle più importanti piazzeforti della zona del Reno superiore. Negli anni a seguire la fortezza subì ulteriori ampliamenti.
Nel 1684, dopo il secondo assedio di Vienna, l'Impero, la Polonia e la Repubblica di Venezia si allearono nella Lega Santa, auspice Papa Innocenzo X (5 marzo) 1684. 
Carlo V di Lorena partì per una nuova campagna militare verso la città di Buda con circa 18.000 soldati al seguito. Poiché era ancora in corso un armistizio con la Francia di Luigi XIV, anche Massimiliano partecipò a questa campagna. Dopo che l'armata principale ebbe attraversato il Danubio il giorno 13 giugno, comparvero le avanguardie dell'esercito imperiale al comando di Massimiliano, ora promosso a Comandante in capo, e quelle del generale di cavalleria, il margravio di Baden Luigi Guglielmo il 15 davanti alla città di Visegrád. Il giorno successivo la città di Grad fu conquistata d'assalto dalle truppe imperiali nonostante le sue poderose mura, dopo che una delle porte era stata distrutta a cannonate. Gran parte delle truppe ottomane a difesa della città fu uccisa e la città saccheggiata. Solo una minima parte dei soldati turchi riuscì a rifugiarsi nel castello sulla rupe che sovrasta la città ma dopo un assedio di un giorno e mezzo anche questo manipolo ottomano capitolò (18 giugno). Il centro dello schieramento imperiale era condotto dal conte Massimiliano Lorenzo di Starhemberg e dopo un breve combattimento le truppe turche furono sconfitte. Perfino Vác cadde nello stesso giorno nelle mani degli imperiali.
Il 27 giugno l'esercito imperiale incontrò presso Vác una armata turca forte di circa 17.000 uomini. Nonostante che i turchi avessero fortificato una posizione loro favorevole, il duca di Lorena aprì la battaglia con il fuoco dell'artiglieria. Massimiliano si distinse in questi combattimenti, il che fu molto apprezzato a Vienna. Successivamente egli prese parte anche all'assedio di Buda.
Quando il principe elettore del Palatinato Carlo II morì (26 maggio 1685), l'imperatore inviò immediatamente Massimiliano a Heidelberg per assicurare il possesso della città al successore, il duca Filippo Guglielmo.
Il nuovo principe elettore si appoggiò all'inizio ai servigi di Massimiliano e lo nominò persino suo consigliere. 
Il 9 luglio 1686 fu stipulata un'alleanza difensiva fra l'imperatore Leopoldo I, il re di Spagna Carlo II, il re di Svezia Carlo XI e il principe elettore di Baviera Massimiliano II Emanuele, insieme ai principi della riva destra del Reno, che avrebbe dovuto impedire ulteriori mire espansionistiche del re di Francia.
Durante la guerra della Grande Alleanza (1688 – 1697) la fortezza di Philippsburg, difesa da Massimiliano, fu posta sotto assedio dalle truppe di Luigi XIV di Francia.
Massimiliano riuscì a difendere la città contro un nemico decisamente superiore in numero di soldati ed armamento per trentadue giorni, dopo di che, a causa del crollo del morale delle sue truppe, capitolò in cambio del diritto a lasciare liberamente la piazza con le sue truppe, cosa che avvenne puntualmente. Si spostò quindi ad Ulma, lì fu raggiunto da una convocazione a Vienna per rendere conto della sua resa di fronte a un'apposita commissione militare. Tuttavia fu presto prosciolto da ogni accusa.
Nel frattempo le truppe francesi proseguirono la loro offensiva finché l'arciduca d'Austria ed imperatore annunciò la guerra come ostilità contro l'intero Impero e si alleò con Inghilterra, Svezia, Spagna, ducato di Savoia e Paesi Bassi. L'imperatore ed i principi tedeschi poterono mettere insieme nel 1689 sul Reno un esercito di 100.000 uomini. Massimiliano, ora divenuto feldmaresciallo, fu assegnato con il suo reggimento al corpo d'armata del duca di Lorena. Questi inviò nel mese di maggio del 1689 Massimiliano con un paio di reggimenti a Coblenza, per difenderla con i suoi dintorni dai francesi. Inoltre inviò in rinforzo anche le truppe del principe elettore di Hannover. 
Il 15 giugno il duca di Lorena irruppe con la sua armata in Coblenza, attraversò il Reno e unì le sue truppe a quelle di Massimiliano.
Il 15 luglio l'armata si diresse verso Magonza che pose sotto assedio. Durante un assalto, il 6 settembre, Massimiliano fu colpito da una pallottola e 11 giorni dopo morì a causa delle ferite riportate.
Non avendo avuto figli dalla moglie Dorothea, la linea collaterale della famiglia Starhember, che avrebbe avuto lui come capostipite, si estinse.

### Riviste
- J. H. Hennes, Die Belagerung von Mainz im Jahr 1689 (articolo), Victor von Zabern, Zeitschrift des Vereins zur Erforschung der Rheinischen Geschichte und Alterthümer in Mainz, Zweiter Band, Mainz 1859-64, Seite 356-416